# Drosophila tristis
Drosophila tristis är en tvåvingeart som beskrevs av Fallen 1823. Drosophila tristis ingår i släktet Drosophila och familjen daggflugor.
Artens utbredningsområde täcker stora delar av Europa. Arten är reproducerande i Sverige.